# Bushrod Washington

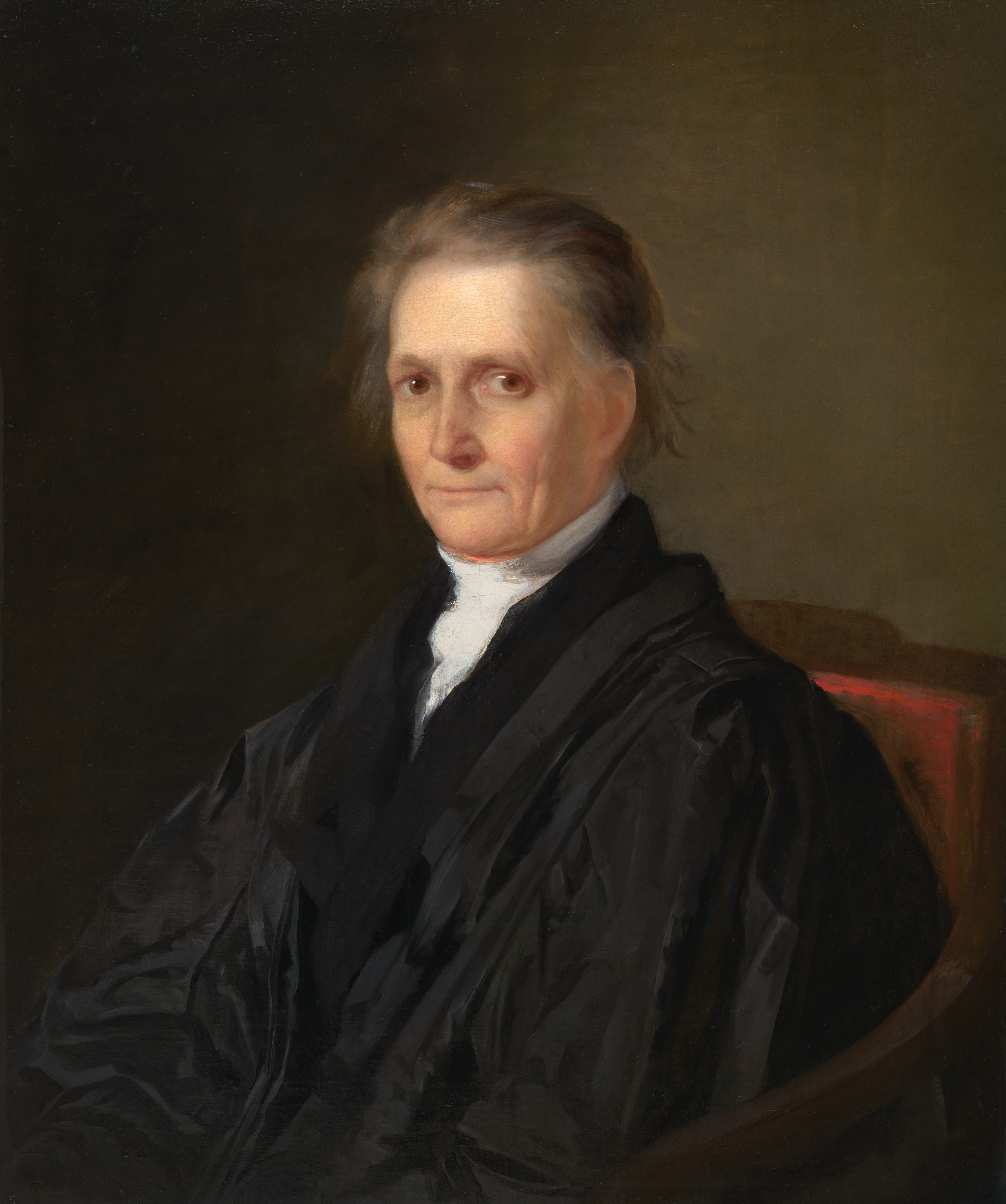
Bushrod Washington

Bushrod Washington (* 5. Juni 1762 im Westmoreland County, Colony of Virginia; † 26. November 1829 in Philadelphia, Pennsylvania) war ein US-amerikanischer Jurist und ein langjähriger Richter am Obersten Gerichtshof der Vereinigten Staaten (Supreme Court). Er gehörte der Föderalistischen Partei an.
Bushrod Washington war der Sohn von John Augustine Washington, einem jüngeren Bruder von George Washington, und Hannah Bushrod. Er machte seinen Abschluss am College of William & Mary in Williamsburg, wo er eines der ersten Mitglieder der Phi Beta Kappa war.
Die Nominierung als Richter am Obersten Gerichtshof erfolgte durch Präsident John Adams. Dieser hatte zunächst John Marshall die Position als Nachfolger des verstorbenen James Wilson angeboten; allerdings strebte  Marshall einen Sitz im Kongress an und schlug stattdessen Bushrod Washington vor. So übernahm Washington am 4. Februar 1799 das Amt als Beigeordneter Richter (associate justice) und übte es bis zu seinem Tod aus. Nachdem John Marshall im Jahr 1801 Vorsitzender Richter wurde, stimmte Washington bis auf drei Male – darunter die Entscheidung Ogden gegen Saunders – stets wie er ab. Er behielt das Richteramt bis zu seinem Tod im November 1829; sein Nachfolger wurde Henry Baldwin.
Bushrod Washington erbte nach dem Tod seines Onkels George Washington im Jahr 1799 dessen Landsitz Mount Vernon. Im Jahr 1816 war er an der Gründung der Amerikanischen Kolonialgesellschaft beteiligt.